# ウクライナ時間
| 色 | 標準時と現地の地方平時との差 |
| -- | ---------------------------- |
|    | -1時間±30分                  |
|    | 0時間±30分                   |
|    | +1時間±30分                  |
|    | +2時間±30分                  |

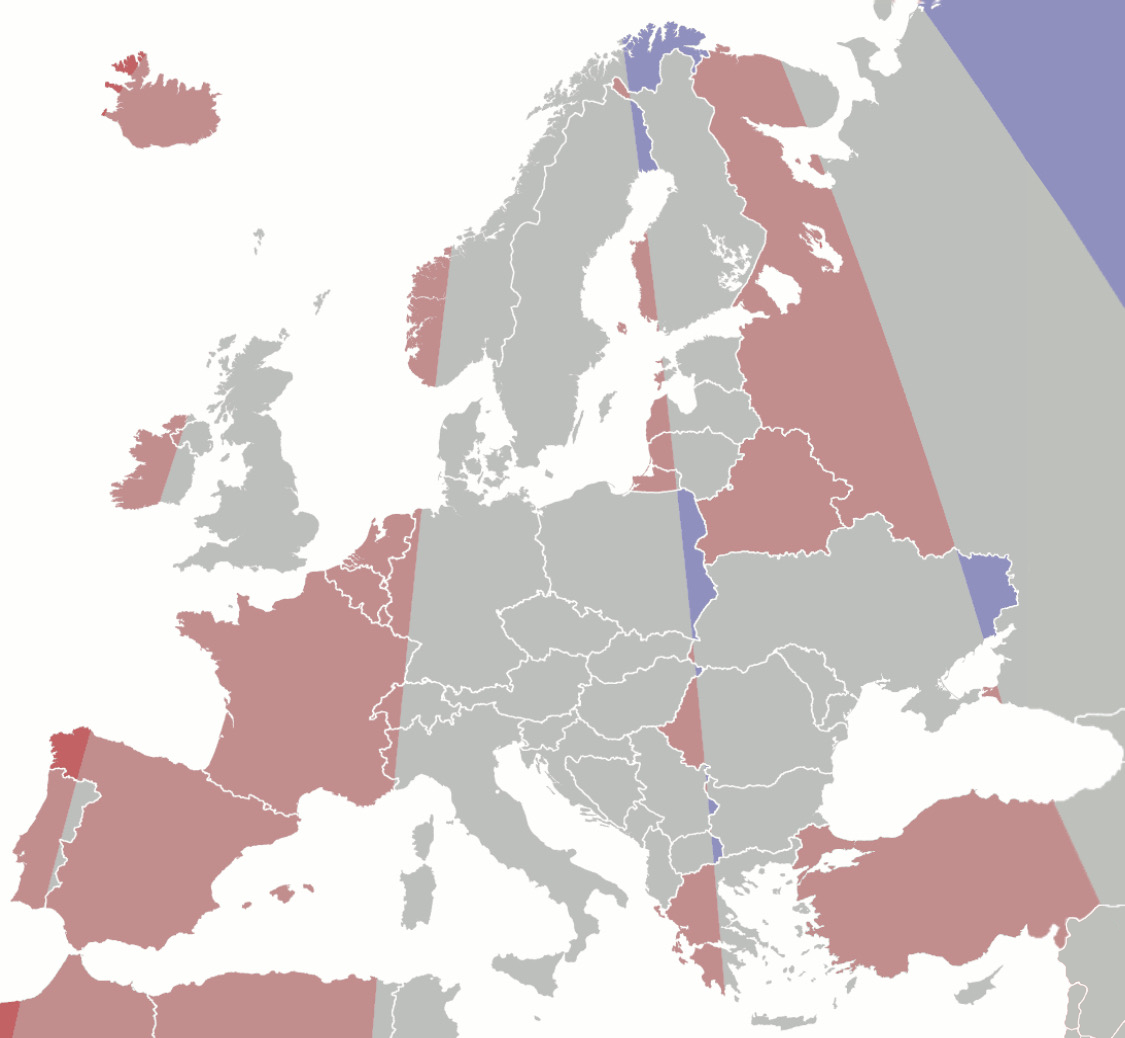
冬のヨーロッパ各国の標準時と地方平均時との差を示している。西ヨーロッパとヨーロッパロシアの大部分は、標準時が現地の太陽時間よりもはるかに早くなっている。

ウクライナ時間（ウクライナじかん）は、冬季にはUTC+2を、夏時間にはUTC+3を使用している。ウクライナではキエフ時間（ウクライナ語: Київський час）とも呼ばれていて、東ヨーロッパ時間の一部となっている。夏時間は、3月の最終日曜日の03:00（EET）から、10月の最終日曜日の04:00（EEST）まで実施される。

## 地理
ウクライナの国土は経度でおよそ17度の幅があり太陽時間は東端と西端で1.2時間の差がある。また、地理的に国土のほぼ95％は、東ヨーロッパ時間帯に位置している。ザカルパッチャ州の一部は中央ヨーロッパ時間帯に、ルハーンシク州、ドネツィク州の大部分、ハルキウ州の一部は、極東ヨーロッパ時間帯に地理的に位置している。ただし、標準時には東ヨーロッパ時間が採用されている。
- 東端:ルハーンシク州Milove郡 - 東経40度11分53秒
- 西端:ザカルパッチャ州ウージュホロド郡（英語版）ソロモノヴォ（英語版） - 東経22度09分50秒
- ウクライナの南極基地であるベルナツキー基地はUTC-4に属している。

## 夏時間
ウクライナでは夏時間は1980年代初頭に導入された。2011年9月20日、ヴェルホーヴナ・ラーダ（ウクライナ最高議会）は、東ヨーロッパ夏時間を通年の標準時にすることを決定した。2011年10月18日、議会はこれらの計画を否決した。

## ロシア占領地の時間帯
2014年3月18日にロシアが一方的に併合したクリミア半島（クリミア自治共和国・セヴァストポリ）では、同年3月30日にモスクワ時間（通年UTC+3、極東ヨーロッパ時間と同じ）へ移行した。また親ロシア派が2014年に相次いで樹立した事実上の独立国家ドネツク人民共和国（ドネツィク州）とルガンスク人民共和国（ルハーンシク州）の実効支配地域では、同年10月26日にモスクワ時間へ移行した。
2022年2月に始まったロシアのウクライナ侵攻の後、9月にドネツィク州、ルハーンシク州、ザポリージャ州、ヘルソン州は一方的に併合された。2023年1月27日、ロシア産業貿易省はこの併合4州がモスクワ時間へ移行する方針を発表した。

## IANA time zone database
tz databaseのzone.tabには以下の4つのウクライナの標準時が含まれている。
| 国コード | 座標        | TZ                | 注釈                         | 協定世界時との差 | 夏時間 | 備考                                          |
| -------- | ----------- | ----------------- | ---------------------------- | ---------------- | ------ | --------------------------------------------- |
| UA       | +5026+03031 | Europe/Kyiv       | 大部分の地域                 | +02:00           | +03:00 |                                               |
| UA       | +4457+03406 | Europe/Simferopol | クリミア                     | +02:00           | +03:00 |                                               |
| UA       | +4457+03406 | Europe/Uzhgorod   | トランスカルパチア           | +02:00           | +03:00 | 1990/1991年に中央ヨーロッパ時間を使用したため |
| UA       | +4750+03510 | Europe/Zaporozhye | ザポロージエとルガンスク東部 | +02:00           | +03:00 |                                               |